# ماركو أنطونيو روجاس
ماركو أنطونيو روجاس (بالإسبانية: Marco Antonio Rojas)‏ (8 نوفمبر 1952 في كوستاريكا - ) هو مدرب كرة قدم ولاعب كرة قدم كوستاريكي في مركز حراسة المرمى، شارك في الألعاب الأولمبية الصيفية 1984. وشارك مع منتخب كوستاريكا لكرة القدم. أما مع النوادي، فقد لعب مع ديبورتيفو سابريسا ونادي كارتاهينيس والرابطة الرياضية في ليمون.

## وصلات خارجية
- ماركو أنطونيو روجاس على موقع الاتحاد الدولي (مؤرشف)  (الإنجليزية)
- ماركو أنطونيو روجاس على موقع أوليمبيديا (الإنجليزية)